# Краб (моторная лодка)
«Краб» — моторно-гребная лодка с надувным корпусом. Одинаково хорошо идёт как под вёслами, так и под подвесным мотором. Лодки «Краб» выпускаются компанией «Мнёв и К» в трёх модификациях: R-275, R-285 и R-310, имеющих длину 275, 285 и 310 см и рассчитанных на двигатели 5, 8 и 12 л. с.
Бортовой баллон лодки с коническими торцами разделён на 3 отсека аварийной плавучести. Плотность материала ПВХ, из которого изготовлены баллоны и днище лодки составляет 850 г/кв. м.
Самая малая из семейства «Краб» R-275 имеет реечный настил на днище.
R-285 и R-310 имеют жёсткую палубную конструкцию днища и надувной кильсон, обеспечивающий повышенные мореходные качества.
R-310 может быть укомплектована тентом-палаткой.
Все модификации могут быть укомплектованы надувным дном (air deck). Сборка-разборка занимает 10–15 минут. Каждую из этих лодок можно уложить в две сумки, которые вместе с мотором легко размещаются в багажнике автомобиля.

### «Краб R-275»
| Технические характеристики          | Показатели     |
| ----------------------------------- | -------------- |
| Длина наибольшая, м                 | 2,75           |
| Ширина наибольшая, м                | 1,35           |
| Длина кокпита, м                    | 2,2            |
| Ширина кокпита, м                   | 0,63           |
| Диаметр баллона, м                  | 0,36           |
| Пассажировместимость, чел.          | 2              |
| Вес лодки, кг                       | 28             |
| Грузоподъёмность, кг                | 320            |
| Максимальная мощность мотора, л. с. | 5              |
| Тип днища                           | реечный настил |
| Количество отсеков                  | 3              |
| Материал надувного баллона          | ПВХ            |

### «Краб R-285»
| Технические характеристики          | Показатели     |
| ----------------------------------- | -------------- |
| Длина наибольшая, м                 | 2,85           |
| Ширина наибольшая, м                | 1,50           |
| Высота борта, м                     | 0,4            |
| Диаметр баллона, м                  | 0,40           |
| Пассажировместимость, чел.          | 2–3            |
| Вес лодки, кг                       | 40             |
| Грузоподъёмность, кг                | 370            |
| Максимальная мощность мотора, л. с. | 8              |
| Тип днища                           | жёсткий настил |
| Количество отсеков                  | 3              |
| Материал надувного баллона          | ПВХ            |

### «Краб R-310»
| Технические характеристики          | Показатели     |
| ----------------------------------- | -------------- |
| Длина наибольшая, м                 | 3,10           |
| Ширина наибольшая, м                | 1,50           |
| Высота борта, м                     | 0,4            |
| Длина кокпита, м                    | 2,2            |
| Ширина кокпита, м                   | 0,63           |
| Диаметр баллона, м                  | 0,36           |
| Пассажировместимость, чел.          | 3              |
| Вес лодки, кг                       | 47             |
| Грузоподъёмность, кг                | 420            |
| Максимальная мощность мотора, л. с. | 12             |
| Тип днища                           | жёсткий настил |
| Количество отсеков                  | 3              |
| Материал надувного баллона          | ПВХ            |